# Phyllocnistis amydropa
Phyllocnistis amydropa là một loài bướm đêm thuộc họ Gracillariidae, known from Maharashtra, Ấn Độ.
Ấu trùng ăn Gmelina arborea. Chúng ăn lá nơi chúng làm tổ.